# Paulino de Souza
Paulino de Souza (Poços de Caldas, 18 de março de 1885  — Poços de Caldas, 2 de dezembro de 1918)  foi um médico e jogador de futebol brasileiro. Foi o primeiro campeão negro do futebol brasileiro pelo Botafogo[carece de fontes?] e pioneiro do esporte em sua cidade natal .

## Biografia
Filho de Ildefonso Aurélio de Souza (1851 —  1931) e Josepha de Souza (1852 — 1945). Seu pai, ex-escravizado, vereador, foi o primeiro dentista de Poços de Caldas e sua mãe também ex-escravizada foi uma famosa quituteira na cidade. 
A boa condição financeira construída por Ildefonso e Josepha possibilita aos filhos fazerem faculdade, o que na época era raro para famílias brancas e muito mais raro nas famílias negras ou mestiças. Os filhos Salomão e Ossian são enviados aos Estados Unidos para seguirem a profissão do pai e Paulino ao Rio de Janeiro para cursar Medicina na Faculdade de Medicina do Rio de Janeiro, onde se torna colega de Aristides Candido de Mello e Souza, pai de Antonio Candido .
Em 1904, Paulino traz a Poços de Caldas a primeira bola de futebol e funda o primeiro clube do esporte na cidade, o Foot-ball Club Caldense . Seu amor pelo esporte o faz associar-se ao Botafogo Futebol Clube, no Rio de Janeiro e se tornar o primeiro atleta negro campeão no futebol em 1906, no Campeonato de Segundos Quadros, a Taça Caxambu. Em maio de 1907, a "Liga Metropolitana de Sports Athleticos" comunica ao clube que não aceitaria o registro como atletas "de pessoas de cor". Ao tomar conhecimento do ofício da Liga, Alfredo Chaves, benemérito do clube, repudia veementemente a medida, enfatizando que as pessoas deviam ser vistas por seus costumes e não pela cor. O Botafogo mantém Paulino de Souza no time e vence o bi-campeonato no mesmo ano .
Após formar-se médico, volta a Poços de Caldas, onde se casa em 1914 . Em 1918, atuando como médico, a Gripe Espanhola atinge fortemente a estância hidromineral e Paulino é vitimado pela pandemia aos 33 anos. Paulino não vive para a presenciar a fundação da Associação Atlética Caldense ao reunir os atletas remanescentes do Foot-ball Club Caldense, Internacional e o Gambrinus em 1925.

## Títulos
Botafogo
- Campeonato Carioca de Segundos Quadros: 1906 (Taça Caxambu) e 1907.

Sport Club José Floriano
- Campeonato Estadual de Juniores União Sportiva Fluminense: 1907.